# Magiun de prune

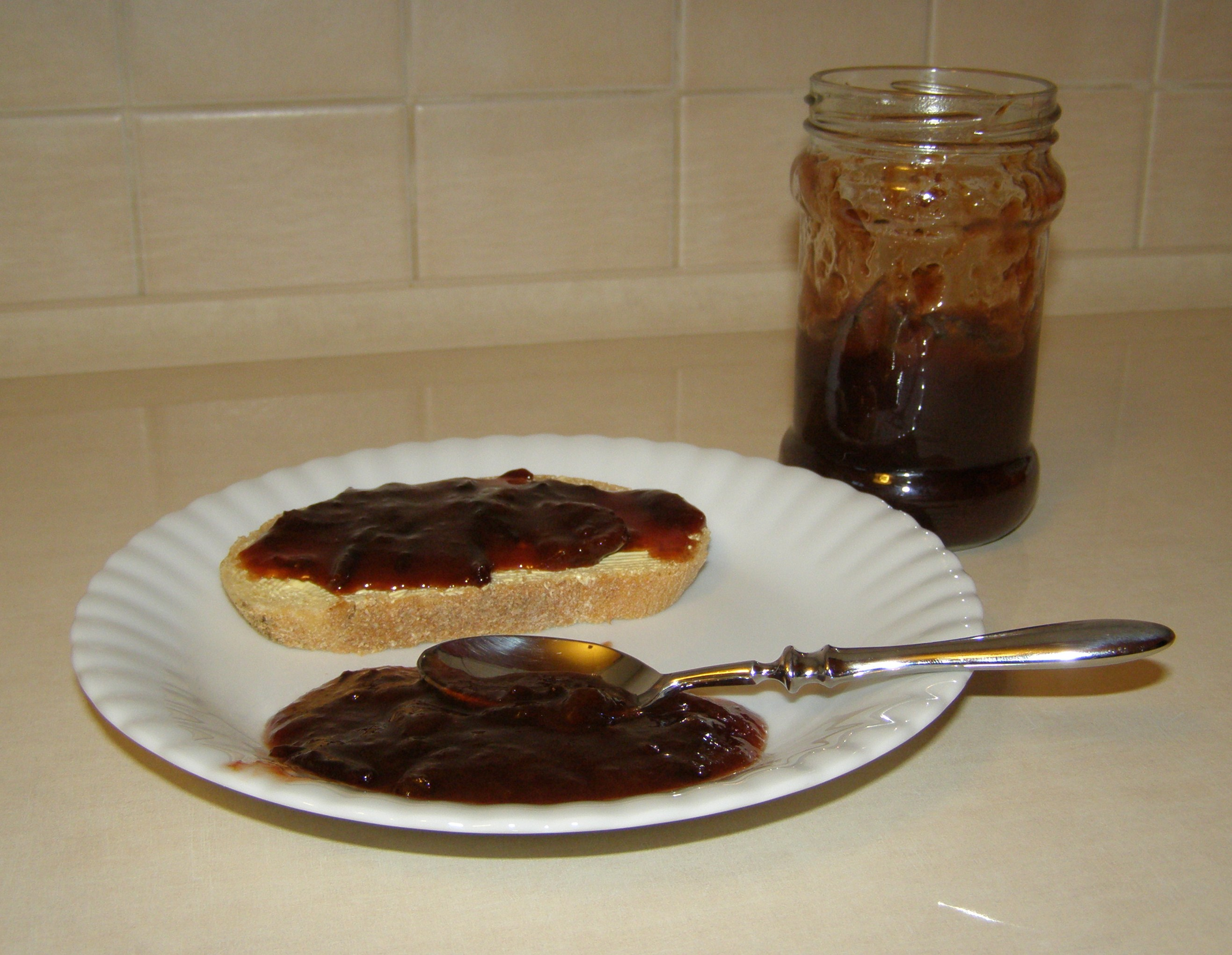
Powidl

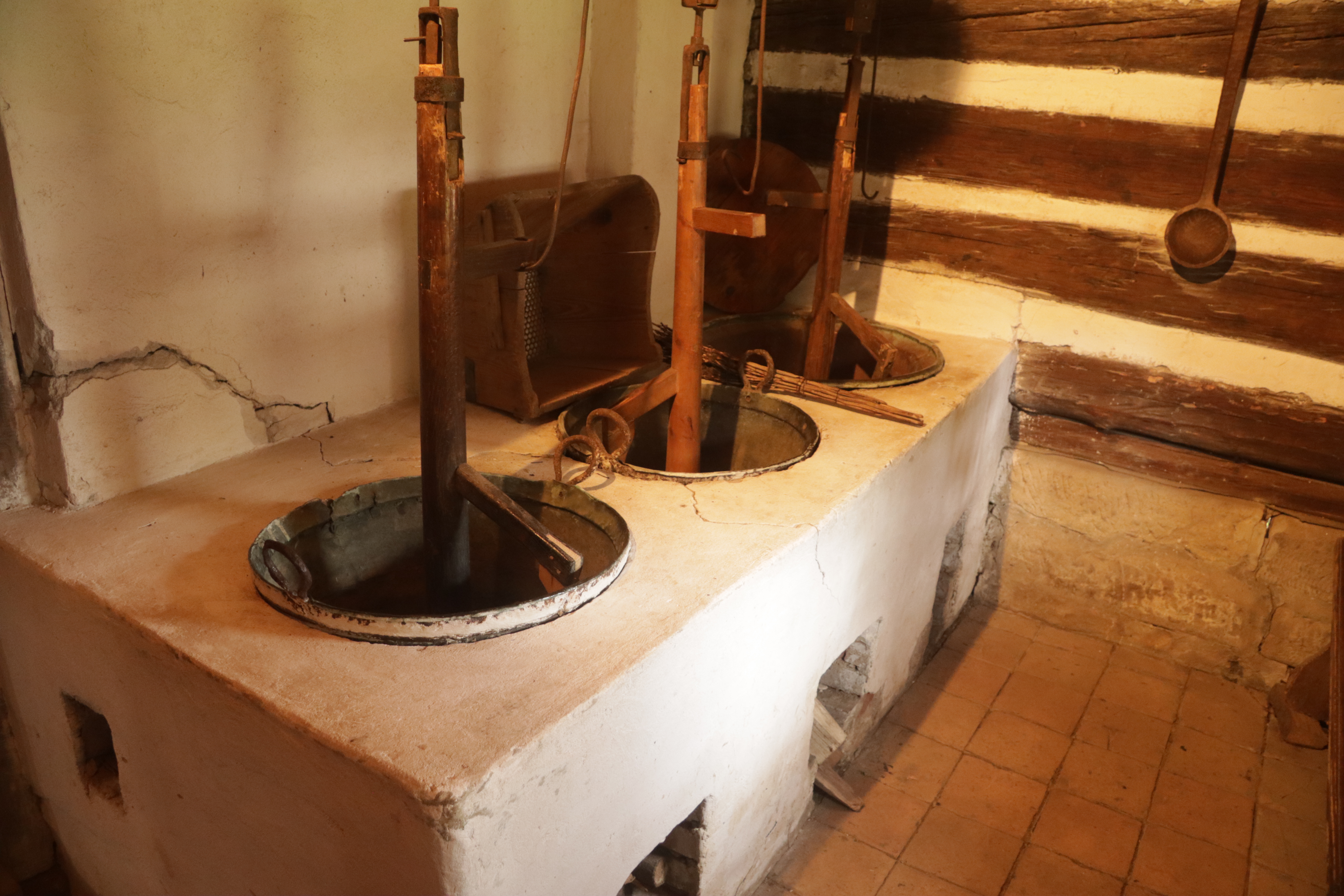
Sobă tradițională pentru gătirea powidl în Vysočina, Cehia

Magiunul de prune, cunoscut în Moldova și Bucovina ca povidlă, este un tip de magiun făcut din prune. 
Magiunul nu conține zahăr adăugat, pe când marmelada, un produs similar, are adaos de zahăr, deși acest adaos este în cantitate mai mică decât dulceața sau gemul. În timp ce gastronomia românească face aceste distincții, mulți producători comerciali nu fac deosebire între magiun, marmeladă și gem de prune. De exemplu, powidl este un produs de prune care este magiun de prune în Cehia și Polonia (adică fără zahar) și gem sau marmeladă în Austria și Germania. De exemplu, pentru ca un produs să poată fi numit powidl pe piața austriacă, trebuie să conțină cel puțin 53% prune și maxim 30% zahăr. În Germania există un produs similar, pflaumenmus, care trebuie să îndeplinească cerințe similare: pentru 1000 g de marmeladă de prune se folosesc cel puțin 1400 g de pulpă de prune și maxim 300 g de zahar.

## Magiun de Topoloveni
Magiunul de Topoloveni, alături de alte 1.000 de denumiri de produse protejate în baza legislației privind protecția indicațiilor geografice, figurează pe lista Comisiei Europene a denumirilor de origine și a specialităților tradiționale.